# 情報軍
情報軍（じょうほうぐん）は、神林長平のSF小説諸作品に登場する架空の軍隊（軍種）、情報機関。『戦闘妖精・雪風』、『敵は海賊』、『死して咲く花、実のある夢』、『言壺』、『ぼくらは都市を愛していた』などに登場している。各作品に登場する「情報軍」に明確な関連性は存在しないが、いずれも主に情報戦を任務としている。

## 『戦闘妖精・雪風』のFAF情報軍
フェアリィ空軍（FAF）の内部組織で、主にFAFに侵入した地球側の国家や企業体、犯罪組織に対する諜報活動を行っている。なお、原作である小説版では一貫して「情報軍」とされているが、OVA版では「情報軍団」とされている。

## 『敵は海賊』の火星情報軍
火星統合軍隷下の正規軍の一つ。『猫たちの饗宴』『海賊たちの憂鬱』『A級の敵』に登場する。戦車や機動偵察車、パワードバトルスーツなどを有しており、規模は神林作品の情報軍の中では最大級だが、その役割は情報軍の機械知性体自身によって「海賊課のバックアップ」にすぎないと分析されている。劇中では主に情報戦術戦闘部隊などの実働部隊が登場しており、情報戦を行っている描写は見られない。

## 『言壺』の情報軍
第二話「似負文」に登場。所属国家は明言されていない。前線の実働部隊がメインの他作品とは異なり、諜報機関としての面が描かれている。
「対知性戦闘」を主任務としており、隷下の部隊として、情報操作を担当すると思われるI種CI（CIはCounter Intelligenceの略）や、未来知性の侵入に対処する非公式機関であるIII種CI研究所などが存在しており、III種CIが回収した、未来時空から落ちてきたとされる「匂いプロセサ」が物語の中心となる。ただし、劇中ではIII種CIが実在しない可能性も暗喩されている。

## 『死して咲く花、実のある夢』の情報軍
日本が保有する軍の一つ。平時においては情報の収集・探査、通信の確保、戦時には情報の攪乱、通信波の妨害、暗号の解析などを主任務としており、「情報・通信のプロ」と評されている。主人公らが所属する首都圏情報防衛軍団などの部隊が存在する他、教育機関として情報防衛大が設置されている。
情報探査・伝達手段の研究開発も行う技術部門も存在している。劇中では八〇一開発技研隊という部隊によって、脳を通信手段として「死後の世界」の探査を行うことを目的とした研究が行われており、彼らが開発した「マタタビ装置」が物語のキーポイントとなる。
自衛隊とは異なり、階級は通常の軍隊と同様であるが、士のみ自衛隊式の物になっている。また、登場人物の発言から、設立されたのは2009年頃と思われる。

## 『ぼくらは都市を愛していた』の日本情報軍
日本が保有する軍の一つ。階級が士のみ自衛隊式であるなど、『死して咲く花、実のある夢』の情報軍に類似する点がある。
作中世界では「情報震」と呼ばれる未知の自然現象によって、文明や既存の情報ネットワークが崩壊しているため、主人公らが所属する第七先進観測軍団・第三〇三機動観測隊などの部隊が、情報震の観測活動を行っている。通常時の任務は情報戦や暗殺などだった。情報軍幕僚本部や最高司令部は横浜みなとみらい区に、情報軍通信司令部と第七先進観測軍団本部は、市ヶ谷の旧防衛省庁舎・システム通信群司令部跡に位置している。また、国内各地に無人の観測基地を複数設置している他、教育機関として情報軍大学が存在する。

## 情報軍に準ずる組織
神林作品には「情報軍」という名称は使用していないが、情報軍に準じた性格を持つ組織が登場する事もある。
日本海軍省・開発部
『グッドラック 戦闘妖精・雪風』に登場。日本海軍内部の諜報機関の類と思われる組織で、劇中ではフェアリィ星から帰還した退役軍人を強制的に海軍に入隊させていた。
ERU（Emergency Reaction Unit：緊急出動隊）
『膚の下』に登場。UNAG（United Nations Advanced Guard）の内部組織で、特殊部隊的な面が強い。主任務は通信システムや情報伝達手段を保全・確保し、他のUNAG部隊を支援する事。
戦略情報局
『永久帰還装置』に登場。軍内部の組織ではなく、火星連邦政府の政府機関の一つで、事実を改竄するのではなく編集する事を任務とするエディター的な機関である。各方面に情報網を張り巡らせており、強い影響力を持つ。

## その他の作品に登場する情報軍
伊藤計劃のSF小説『虐殺器官』には、アメリカ軍を構成する軍の一つとして、アメリカ情報軍（インフォメーションズ）が登場している。